# Vers-sur-Selle
Vers-sur-Selle – miejscowość i gmina we Francji, w regionie Hauts-de-France, w departamencie Somma.
Według danych na rok 1990 gminę zamieszkiwało 736 osób, a gęstość zaludnienia wynosiła 66 osób/km² (wśród 2293 gmin Pikardii Vers-sur-Selles plasuje się na 389. miejscu pod względem liczby ludności, natomiast pod względem powierzchni na miejscu 375.).